# Cunninghamella blakesleeana
Cunninghamella blakesleeana är en svampart som beskrevs av Lendn. 1927. Cunninghamella blakesleeana ingår i släktet Cunninghamella och familjen Cunninghamellaceae.   Inga underarter finns listade i Catalogue of Life.